# Lueta
Lueta (węg. Lövéte) – wieś w Rumunii, w okręgu Harghita, w gminie Lueta. W 2011 roku liczyła 3395 mieszkańców.